# El Regocijo
El Regocijo är en ort i Mexiko.   Den ligger i kommunen Macuspana och delstaten Tabasco, i den sydöstra delen av landet, 700 km öster om huvudstaden Mexico City. El Regocijo ligger 33 meter över havet och antalet invånare är 274.
Terrängen runt El Regocijo är mycket platt. Runt El Regocijo är det ganska tätbefolkat, med 67 invånare per kvadratkilometer. Närmaste större samhälle är Macuspana, 7,6 km sydväst om El Regocijo. Trakten runt El Regocijo består till största delen av jordbruksmark.